# Auxopus kamerunensis
Espèce
Auxopus kamerunensis est une espèce de plantes à fleurs de la famille des Orchidaceae.

## Description
Petite plante d'environ 20 cm de hauteur. Elle a une tige sans feuilles et très mince dont la largeur est de 0,04 à 0,07 cm. L'inflorescence est à fleurs multiples et forme une tête compacte. Ses pétales à fleurs sont de 3 mm de long de couleur brun pâle. 

## Habitat
Elle pousse dans les forêts tropicales dans l’ombre, en décembre et en janvier. On en trouve en Guyane, au Ghana, au Niger, au Cameroun, en Côte d'Ivoire, en République d'Afrique Centrale à des altitudes supérieures à 500 m.

## Liste des variétés
Selon Tropicos (17 juillet 2017) :
- variété Auxopus kamerunensis var. grandiflora Summerh.